# Habrolepis guineensis
Habrolepis guineensis is een vliesvleugelig insect uit de familie Encyrtidae. De wetenschappelijke naam is voor het eerst geldig gepubliceerd in 1953 door Ferrière.